# Sacharose
Sacharose of sucrose, in het dagelijks taalgebruik tafelsuiker of suiker genoemd, is een disacharide dat in de plant via een condensatiereactie gevormd wordt uit twee monosachariden: een sacharosemolecuul bestaat uit een covalente binding tussen een glucose-eenheid (een molecuul druivensuiker) en een fructose-eenheid (een molecuul vruchtensuiker). In zuivere toestand is sacharose een wit kristallijn poeder dat zeer goed oplosbaar is in water: bij kamertemperatuur gaat er 2 kilogram in een liter, en tot 5 kilogram bij 100°C.
Sacharose wordt gewonnen uit suikerbieten, suikerriet of suikerpalm, met een raffinageproces. Bij dat proces wordt de suiker uit de plant opgelost in heet water en vervolgens door herkristallisatie en filtratie gezuiverd.
Sacharose wordt in minder zuivere vorm ook gewonnen uit de esdoorn, waarna er ahornsiroop van gemaakt wordt.
Net als veel andere koolhydraten is sacharose een leverancier van energie aan het lichaam. De energie-inhoud is gelijk aan die van eiwitten (4 kcal/g) en ongeveer de helft van die van vetten (9 kcal/g).
Tijdens de vertering (hydrolyse) van de ingenomen sacharose (suiker), met behulp van het enzym sacharase, vroeger ook invertase genoemd, wordt de binding tussen deze twee eenheden (een glucose- en een fructose-eenheid) verbroken. Daarna wordt de vrijgekomen fructose in de lever omgezet in eveneens glucose. Hierdoor is de directe beschikbaarheid van de energie bij ingenomen sacharose voor het lichaam iets trager dan die bij direct ingenomen glucose (druivensuiker); toch wordt er bij sportdranken ook wel gebruikgemaakt van sacharose. Het vrijmaken van de eenheden gebeurt in het lichaam nog wel zo snel dat, na consumptie van een hoeveelheid sacharose, een duidelijke piek in het bloedsuikergehalte meetbaar is.

## Andere toepassingen
Behalve als zoetstof wordt sacharose ook gebruikt bij de productie van polyolen, die op hun beurt weer grondstof zijn voor polyurethanen.